# Goldener Traktor
Der Goldene Traktor war ein in der DDR ausgetragener Fußballwettbewerb für Mannschaften, die einen Bezug zur Land- und Forstwirtschaft hatten („Traktor“). Der Wettbewerb wurde von der Gewerkschaft Land, Nahrungsgüter und Forst anlässlich der Gründung der Sportvereinigung Traktor am 18. März 1951 gestiftet und bis 1989 ausgetragen.